# Lengau
Lengau ist eine Gemeinde im Bezirk Braunau am Inn im Innviertel in Oberösterreich mit 5127 Einwohnern (Stand 1. Jänner 2024).

## Geographie
Lengau liegt im oberen Mattigtal. Das Gemeindegebiet umfasst eine Fläche von 58,1 km².

### Gemeindegliederung
Die Gemeinde besteht aus den Katastralgemeinden Friedburg, Heiligenstadt, Krenwald, Lengau, Oberehreneck und Utzweih.
Die drei Hauptorte sind Friedburg, Schneegattern und Lengau.
Das Gemeindegebiet umfasst insgesamt 30 Ortschaften (in Klammern Einwohnerzahl Stand 1. Jänner 2024):
- Ameisberg (86)
- Aug (31)
- Bach (69)
- Baierberg (27)
- Edt (150)
- Flörlplain (65)
- Frauscherberg (11)
- Friedburg (formaler Hauptort, 754)
- Gassl (156)
- Gollmannseck (13)
- Gstöckat (23)
- Heiligenstatt (206)
- Höcken (246)
- Holz (91)
- Igelsberg (69)
- Krenwald (52)
- Kühbichl (150)
- Lengau (792)
- Mittererb (114)
- Oberehrneck (38)
- Obererb (11)
- Pfannenstiel (11)
- Sankt Ulrich (131)
- Schneegattern (912)
- Schwöll (239)
- Teichstätt (316)
- Unterehrneck (18)
- Untererb (82)
- Utzweih (78)
- Wimpassing (186)

Zählsprengel sind Friedburg, Schneegattern und Lengau.
Der zuständige Gerichtsbezirk ist der Gerichtsbezirk Mattighofen.

### Nachbargemeinden
| Munderfing    | Maria Schmolln                              | St. Johann am Walde Lohnsburg ∗ (Bez. Ried i.I.) |
| Lochen am See | Kompassrose, die auf Nachbargemeinden zeigt | Pöndorf (Bez. Vöcklabruck)                       |
|               | Straßwalchen (Bez. Salzburg-Umg., Sbg.)     |                                                  |

∗ Lohnsburg grenzt nur in einem Punkt an.

## Geschichte

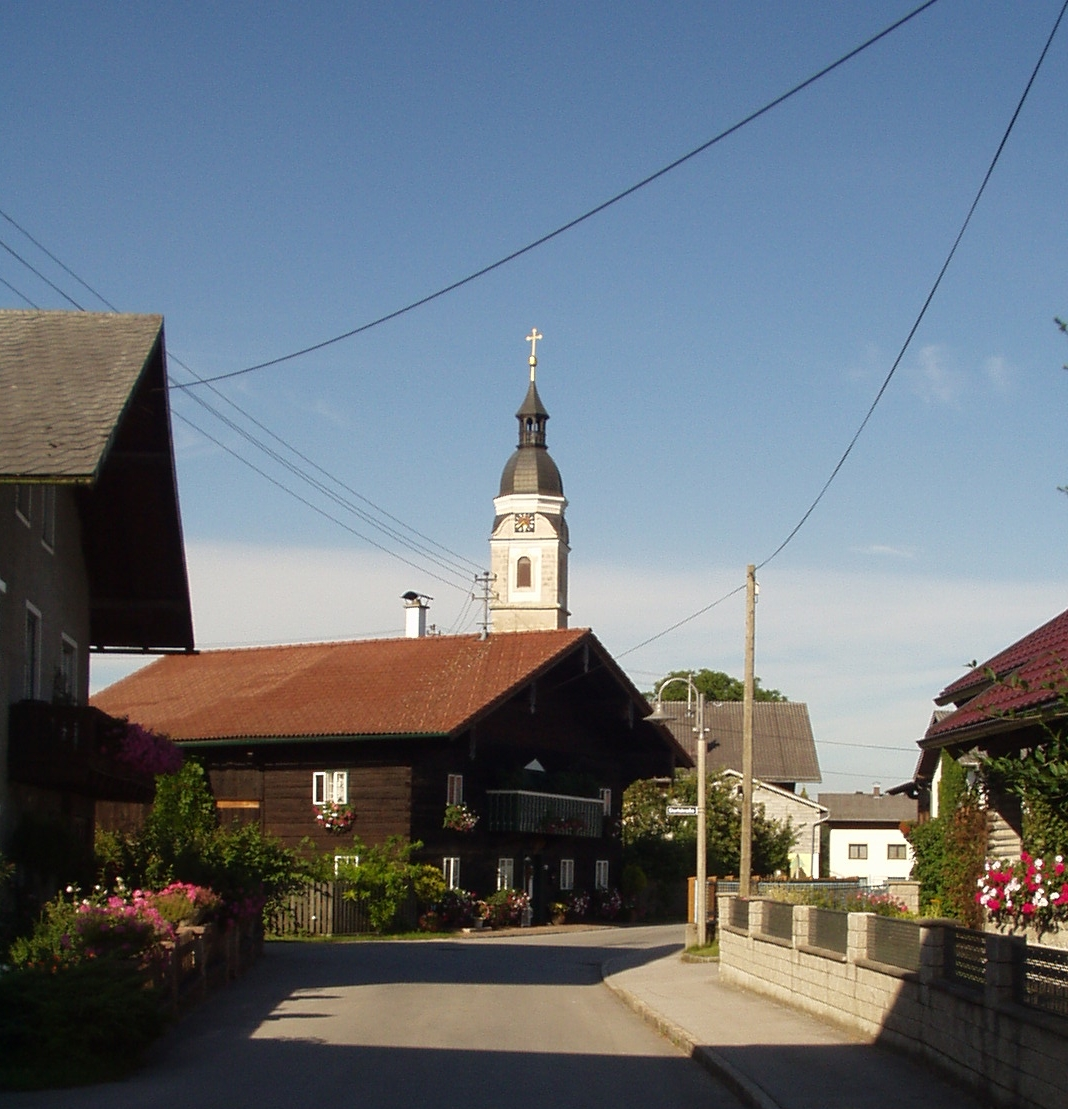
Lengau

Der älteste Ort der Gemeinde ist Teichstätt (Tichsteti, 776 erstmals erwähnt). Der Gemeindename Lengau wird erst im 19. Jahrhundert erstmals erwähnt, ist aber aufgrund vorhandener Familiennamen wohl alt, und könnte zu ahd. *bi zuo demo langin/lengin gouue ‚im langgestreckten Gau(ort)‘ oder aber ahd. *bi zuo dero langin/lengin ouwa ‚in der langgestreckten Au‘ stehen.
Die Brüder Konrad und Hartneid Kuchler erwarben 1377 vom Hochstift Bamberg die Herrschaft Friedburg. Die Burg wurde im Spanischen Erbfolgekrieg (18. Jahrhundert) zerstört.
Seit Gründung des Herzogtums Baiern (etwa 7. Jahrhundert) war das Gebiet bis 1779 bayrisch. Mit dem Frieden von Teschen kam das Innviertel (damals Innbaiern) zu Österreich. Während der Napoleonischen Kriege wieder kurz bayrisch, gehört das Innviertel und damit Lengau seit 1814 zu  Österreich ob der Enns.
Die politische Gemeinde Lengau umfasste ab dem 19. Jahrhundert die 3 Hauptorte Lengau, Friedburg und Schneegattern, sowie weitere Dörfer wie Teichstätt (Schloss Teichstätt, Naturschutzgebiet), und Heiligenstatt mit einer bekannten Wallfahrtskirche. Wegen der drei ehemaligen Gemeinden hat Lengau heute auch drei Pfarrstellen (Schneegattern als Expositur von Friedburg). 1931 wurde die Ortschaft Friedburg wieder zum Markt erhoben, erstmals geschah dies bereits um 1439, geriet aber in Vergessenheit.

## Kultur und Sehenswürdigkeiten
- Burgruine Friedburg
- Schloss Teichstätt
- Schloss Erb

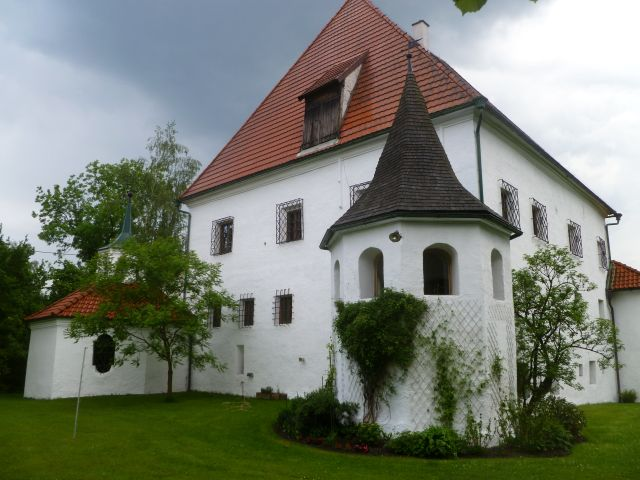
Schloss Erb

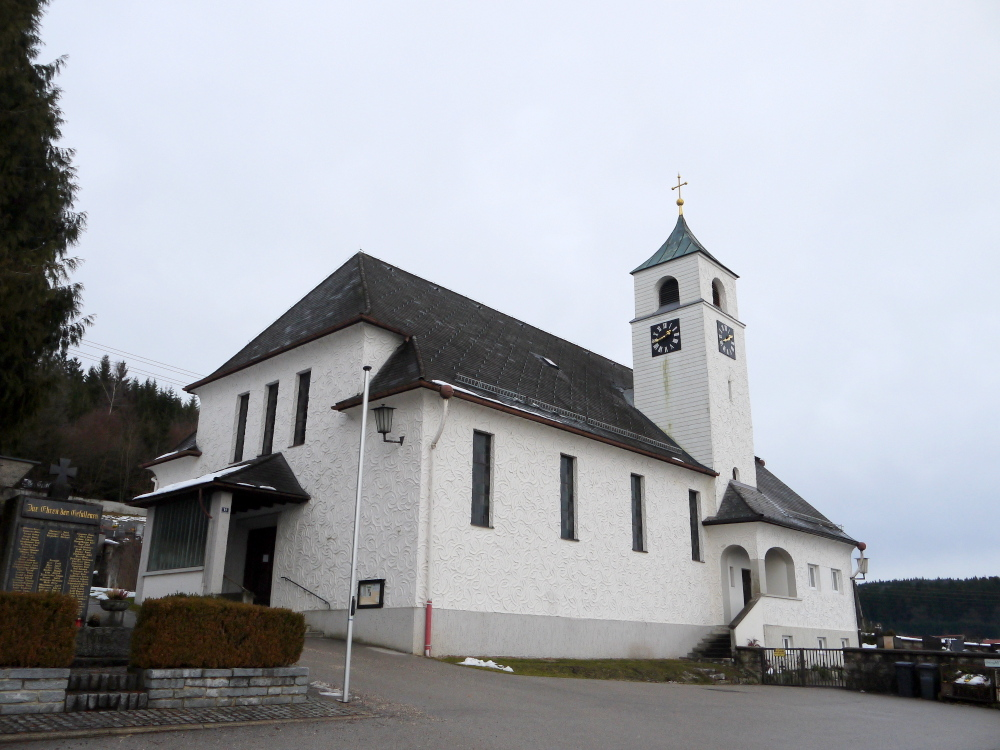
Pfarrkirche Schneegattern

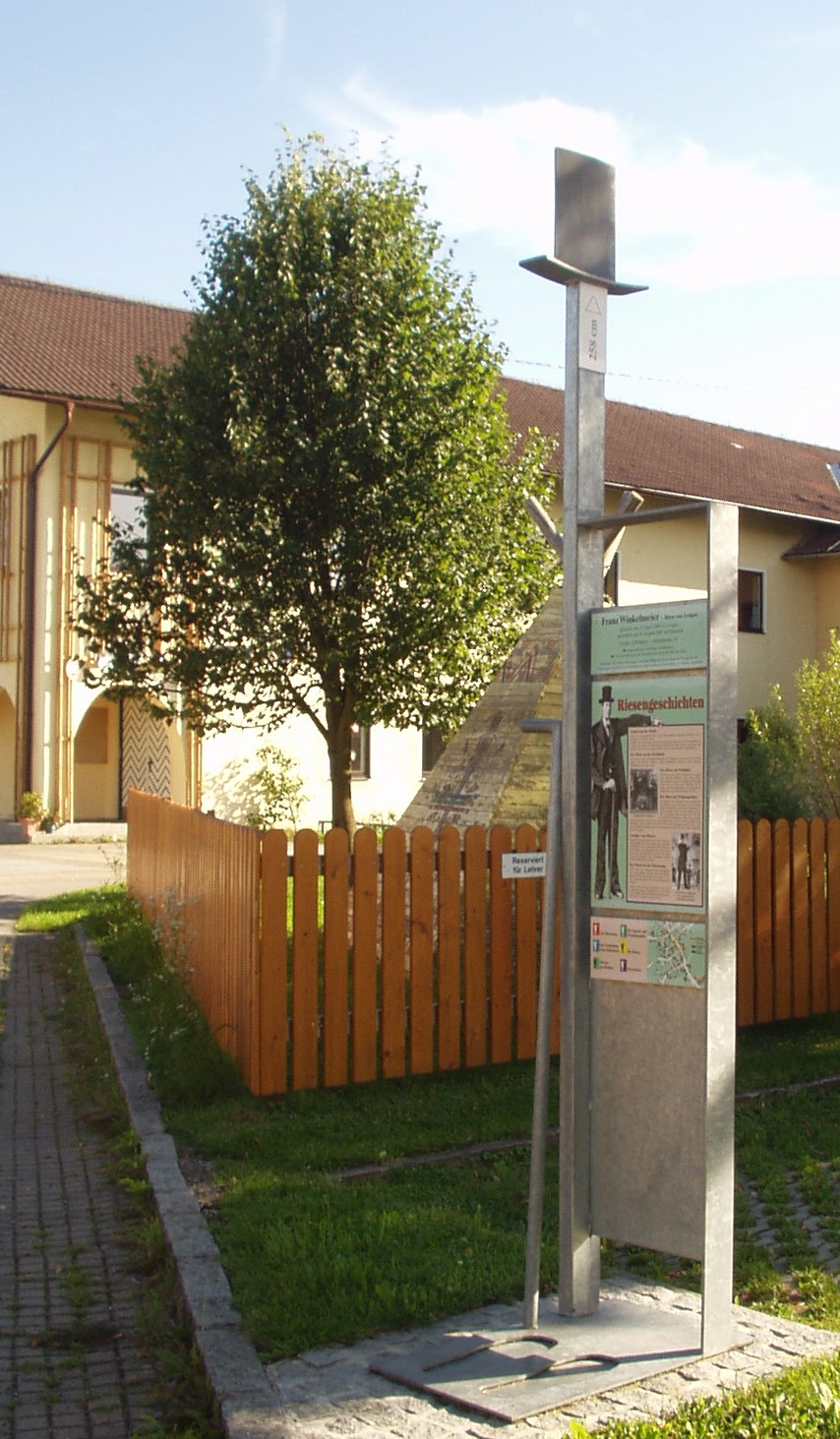
Monument am Riesen-Themenweg in Lengau

- Katholische Pfarrkirche Friedburg hl. Sebastian
- Wallfahrtskirche Heiligenstatt hl. Matthäus
- Katholische Pfarrkirche Lengau hl. Jakobus der Ältere
- Evangelische Kirche Lengau
- Katholische Pfarrkirche Schneegattern hl. Maria von Lourdes

## Wirtschaft und Infrastruktur

### Verkehr
- Bahn: Mit den Haltestellen Friedburg, Lengau und Teichstätt der Mattigtalbahn hat der Ort eine direkte Verbindung zur Bezirksstadt Braunau am Inn und Anschluss an die Westbahn, sowie die S-Bahn (S 2) nach Salzburg.

## Politik
- Die Gemeindevertretung mit 25 Mitgliedern hat seit der Gemeinderatswahl 2021 folgende Sitzverteilung: 10 SPÖ, 9 ÖVP, 4 FPÖ und 2 GRÜNE.[4]

### Bürgermeister
- 1948–1949 Friedrich Falch (ÖVP)
- 1955–1961 Friedrich Falch
- seit 2003 Erich Rippl (SPÖ)

### Wappen
Offizielle Beschreibung des Gemeindewappens:
In Grün ein silberner Hirschrumpf mit zehnendigem Geweih.
Die Gemeindefarben sind Grün-Weiß.
Das 1979 verliehene Gemeindewappen geht in abgewandelter Form auf das Familienwappen der Herren von Kuchl zurück, die seit 1377 die Herrschaft Friedburg innehatten.

### Gemeindepartnerschaften
- Eine Partnerschaft besteht mit der italienischen Gemeinde Scarlino in der Toskana.
- Lengau gehört zur Leaderregion Oberinnviertel–Mattigtal.[6]

## Persönlichkeiten

### Ehrenbürger
- 2018: Peter Egger, Gemeindearzt in Lengau 1982/83–2017[7]

- 1995: Gottfried Landl, Ex-Bürgermeister aus Lengau 1977–1995

### Söhne und Töchter der Gemeinde
- Johann Buttinger (1900–1984), Politiker, Mitglied des Gemeinderats von Lengau
- Josef Dechant (* 1942), Politiker, Bürgermeister der Stadt Salzburg
- Hubert Spannring (1862–1930), Bildhauer und Schulleiter
- Franz Winkelmeier (1860–1887), wurde als „Riese von Friedburg-Lengau“ bekannt
- Friedrich Falch (1918–2002), Bürgermeister von Lengau und Landtagsabgeordneter (ÖVP)

### Mit der Gemeinde verbundene Persönlichkeiten
- Erich Rippl (* 1958), Bürgermeister von Lengau und Landtagsabgeordneter (SPÖ)